# Salama Ramia
Salama Ramia, née le 22 février 1968, est une femme politique française.

## Biographie
Le 22 octobre 2024, à la suite de la nomination de Thani Mohamed Soilihi au gouvernement, dont elle est la suppléante, elle devient sénatrice de Mayotte. Elle est la première femme mahoraise à siéger au palais du Luxembourg.
Elle est la nièce de Coco Madi, une activiste du mouvement des Chatouilleuses.